# Sisyphus (film)
Sisyphus è un cortometraggio d'animazione ungherese del 1974, diretto da Marcell Jankovics.
Il film venne candidato all'Oscar al miglior cortometraggio d'animazione ai Premi Oscar 1976.
Il cortometraggio è stato utilizzato nel 2008 all'interno di una pubblicità della GMC Yukon Hybrid durante il Super Bowl.

## Trama
Il cortometraggio è basato sul mito di Sisifo.

## Riconoscimenti
- Candidatura ai Premi Oscar 1976 come Miglior cortometraggio d'animazione